# Franck Dumoulin
Franck Dumoulin (n. 13 mai 1973, Denain, Nord, Franța) este un trăgător de tir ce a reprezentat Franța, medaliat olimpic. A participat la 5 ediții ale Jocurilor Olimpice (1996, 2000, 2004, 2008, 2012) în care a câștigat o medalie de aur.